# يكة يوتاوية
يكة يوتاوية (الاسم العلمي: Yucca utahensis) هي نوع من النباتات تتبع جنس اليكة من الفصيلة الهليونية.